# Pemphigus yanagi
Pemphigus yanagi är en insektsart. Pemphigus yanagi ingår i släktet Pemphigus och familjen långrörsbladlöss. Inga underarter finns listade i Catalogue of Life.